# S-Bahn di Monaco di Baviera
La S-Bahn di Monaco di Baviera (in tedesco S-Bahn München) è un servizio ferroviario suburbano che serve la capitale bavarese e la sua regione metropolitana.

## Rete
- S 1 Frisinga / Aeroporto - Leuchtenbergring
- S 2 Altomünster / Petershausen - Erding
- S 3 Mammendorf - Holzkirchen
- S 4 Geltendorf - Ebersberg
- S 6 Tutzing ↔ Ostbahnhof (- Ebersberg)
- S 7 Wolfratshausen ↔ Kreuzstraße
- S 8 Herrsching ↔ Aeroporto
- S 20 Pasing ↔ Höllriegelskreuth

## Caratteristiche
La S-Bahn di Monaco di Baviera si caratterizza dalla presenza della Stammstrecke, ossia un tratto percorso dalle linee di S-Bahn 1,2,3,4,6,7,8. Dal 2018 è in costruzione una nuova linea, denominata "Stammstrecke 2", che seguirà circa il vecchio Stammstrecke, ma con profondità dei tunnel ferroviari più elevata e con meno stazioni, in modo da velocizzare lo spostamento passeggeri. La fine dei lavori è prevista nel 2027. L'attuale Stammstrecke 1 rimarrà in funzione anche dopo l'apertura del sopracitato Stammstrecke 2.